# Anthony Mackie
Anthony Dwane Mackie (Nova Orleans, 23 de setembro de 1978) é um ator norte-americano, seus filmes de destaque são A Cor de Um Crime com Julianne Moore, 8 Mile como Papa Doc, Capitão América - O Soldado Invernal como Sam Wilson/Falcão, Notorious, filme que ele interpreta o rapper Tupac Shakur e os vencedores do Oscar de melhor filme Menina de Ouro e Guerra ao Terror.

## Vida Inicial
Mackie nasceu em Nova Orleans, Louisiana, filho de Martha (nascida Gordon) e Willie Mackie Sr., um carpinteiro que possuía uma empresa de telhados, Mackie Roofing. Seu irmão, Calvin Mackie, é um ex-professor associado de engenharia na Universidade Tulane que agora trabalha na Autoridade de Recuperação de Louisiana. Mackie estudou na Warren Easton Sr High School e no New Orleans Center for Creative Arts (NOCCA) e formou-se no programa de teatro do ensino médio na North Carolina School of the Arts (NCSA) em 1997. Mais tarde, ele se formou na Divisão de Drama da Juilliard School como membro do Grupo 30 (1997–2001), que também incluía os atores Tracie Thoms e Lee Pace.

## Vida Pessoal
Em 2014, Mackie se casou com sua namorada de longa data e namorada de infância, Sheletta Chapital. Eles se divorciaram em 2018. O casal tem quatro filhos juntos.
Mackie abriu um bar chamado NoBar em Bed-Stuy, Brooklyn, no verão de 2011. Ele tinha planos de abrir um segundo NoBar em Williamsburg, Brooklyn em 2013, mas fechou todos os NoBar em 2015.

## Filmografia

### Filmes
| Ano  | Titulo                                 | Papel                        | Notas |
| ---- | -------------------------------------- | ---------------------------- | ----- |
| 2002 | 8 Mile                                 | Papa Doc / Clarence          |       |
| 2003 | Crossing                               | Cass                         |       |
| 2003 | Hollywood Homicide                     | Killer "Joker"               |       |
| 2004 | Brother to Brother                     | Perry                        |       |
| 2004 | The Manchurian Candidate               | PFC Robert Baker             |       |
| 2004 | She Hate Me                            | John Henry "Jack" Armstrong  |       |
| 2004 | Haven                                  | Hammer                       |       |
| 2004 | Million Dollar Baby                    | Shawrelle Berry              |       |
| 2005 | The Man                                | Booty                        |       |
| 2006 | Freedomland                            | Billy Williams               |       |
| 2006 | Half Nelson                            | Frank                        |       |
| 2006 | Heavens Fall                           | William Lee                  |       |
| 2006 | We Are Marshall                        | Nate Ruffin                  |       |
| 2006 | Crossover                              | Tech                         |       |
| 2007 | Ascension Day                          | Nathaniel "Nat" Turner       |       |
| 2008 | Eagle Eye                              | Major William Bowman         |       |
| 2009 | The Hurt Locker                        | Sargento J. T. Sanborn       |       |
| 2009 | American Violet                        | Eddie Porter                 |       |
| 2009 | Notorious                              | Tupac Shakur                 |       |
| 2009 | Desert Flower                          | Harold Jackson               |       |
| 2010 | Night Catches Us                       | Marcus Washington            |       |
| 2011 | The Adjustment Bureau                  | Harry Mitchell               |       |
| 2011 | Ten Years                              | Andre Irine                  |       |
| 2011 | What's Your Number?                    | Tom Piper                    |       |
| 2011 | Real Steel                             | Finn                         |       |
| 2012 | Man on a Ledge                         | Mike Ackerman                |       |
| 2012 | Abraham Lincoln: Vampire Hunter        | Will Johnson                 |       |
| 2013 | Gangster Squad                         | Coleman Harris               |       |
| 2013 | Repentance                             | Tommy Carter                 |       |
| 2013 | Pain and Gain                          | Adrian Doorbal               |       |
| 2013 | The Fifth Estate                       | Sam Coulson                  |       |
| 2013 | Runner Runner                          | Agent Eric Shavers           |       |
| 2013 | The Inevitable Defeat of Mister & Pete | Kris                         |       |
| 2014 | Captain America: The Winter Soldier    | Sam Wilson / Falcão          |       |
| 2014 | Black or White                         | Jeremiah Jeffers             |       |
| 2014 | Shelter                                | Tahir                        |       |
| 2014 | Playing It Cool                        | Bryan                        |       |
| 2015 | Our Brand Is Crisis                    | Ben                          |       |
| 2015 | Love the Coopers                       | Officer Percy Williams       |       |
| 2015 | The Night Before                       | Chris Roberts                |       |
| 2015 | Avengers: Age of Ultron                | Sam Wilson / Falcão          |       |
| 2015 | Ant-Man                                | Sam Wilson / Falcão          |       |
| 2016 | Captain America: Civil War             | Sam Wilson / Falcão          |       |
| 2016 | Triple 9                               | Marcus Belmont               |       |
| 2017 | Detroit                                | Karl Greene                  |       |
| 2018 | The Hate U Give                        | King                         |       |
| 2018 | Avengers: Infinity War                 | Sam Wilson / Falcon          |       |
| 2019 | Avengers: Endgame                      | Sam Wilson / Falcon          |       |
| 2019 | IO                                     | Micah                        |       |
| 2019 | Miss Bala                              | Jimmy                        |       |
| 2019 | Point Blank                            | Paul Booker                  |       |
| 2019 | Synchronic                             | Steve                        |       |
| 2019 | Seberg                                 | Hakim Jamal                  |       |
| 2020 | The Banker                             | Bernard Garrett              |       |
| 2021 | Outside the Wire                       | Leo                          |       |
| 2021 | The Woman in the Window                | Edward "Ed" Fox              |       |
| 2023 | We Have a Ghost                        | Frank                        |       |
| 2023 | Ghosted                                | Grandson of Sam              |       |
| 2023 | If You Were the Last                   | Adam Gary                    |       |
| 2025 | Captain America: New World Order       | Sam Wilson / Capitão América |       |
| 2026 | Avengers: Doomsday                     | Sam Wilson / Capitão América |       |

### Televisão
| Ano  | Título                            | Papel                                 | Notas                               |
| ---- | --------------------------------- | ------------------------------------- | ----------------------------------- |
| 2002 | As If                             | Bar Patron                            | Episódio: "Seven"                   |
| 2003 | Law & Order: Criminal Intent      | Carl Hines                            | Episódio: "Pravda"                  |
| 2004 | Sucker Free City                  | K-Luv (Keith)                         | Filme televisivo                    |
| 2010 | 30 for 30                         | Narrador                              | Episódio: "The Best That Never Was" |
| 2016 | All the Way                       | Martin Luther King Jr.                | Filme televisivo                    |
| 2018 | Animals                           | Receipt (voz)                         | 2 episódios                         |
| 2019 | Black Mirror                      | Danny Parker                          | Episódio: "Striking Vipers"         |
| 2020 | Altered Carbon                    | Takeshi Kovacs                        | 8 episódios                         |
| 2021 | The Falcon and the Winter Soldier | Sam Wilson / Falcon / Capitão América | 6 episódios                         |

### Vídeo games
| Ano  | Título   | Voz        | Notas |
| ---- | -------- | ---------- | ----- |
| 2018 | NBA 2K19 | Big Tunney |       |

## Prêmios
- Vencedor do Gotham Awards de Melhor Performance de Elenco por Guerra ao Terror.
- Indicado ao Screen Actors Guild Awards de Melhor Performance de Elenco por Guerra ao Terror.
- 2 Indicações ao Independent Spirit Awards de Melhor Ator Coadjuvante por Guerra ao Terror e de Melhor Estreia por De Irmão Para Irmão.